# Denis Defforey
Denis Defforey (* 7. Juli 1925 in Lagnieu; † 6. Februar 2006) war ein französischer Unternehmer. Gemeinsam mit seinem Bruder Jacques Defforey und Marcel Fournier gründete er im Jahr 1959 das französische Einzelhandelsunternehmen Carrefour.

## Leben und Wirken
Gemeinsam mit seinem Vater und seinem Bruder Louis Jaques beschloss Denis Defforey im Dezember 1959, eine Partnerschaft mit Marcel Fournier einzugehen. Ziel war es, in Konkurrenz zu Edouard Leclerc und dessen Unternehmen zu treten. In einem ersten Selbstbedienungsladen in Annecy boten die Gründer Kurzwaren und Lebensmittel gleichzeitig an. Der rasche Erfolg führte zu Platzproblemen und einer baldigen Vergrößerung an einem neuen Standort. Denis Defforey entwickelte darauf das Konzept weiter, alles unter einem Dach anzubieten, das erstmals 1963 in dem ersten SB-Warenhaus in Sainte-Geneviève-des-Bois (Essonne) verwirklicht wurde.
Von 1985 bis 1990 führte Denis Defforey das Unternehmen als CEO. Nach Erreichen der Altersgrenze verließ er die Konzernführung und war bis 1995 Mitglied des Aufsichtsrats.